# Protestele COVID-19 din China din 2022
O serie de proteste împotriva blocajelor din cauza COVID-19 a început în China continentală la 15 noiembrie 2022.

## Introducere
Protestele au început ca răspuns la măsurile luate de guvernul chinez pentru a preveni răspândirea COVID-19 în țară, inclusiv implementarea unei politici zero-COVID. Nemulțumirea față de această politică a crescut de la începutul pandemiei, care a limitat mulți oameni la casele lor fără muncă și i-a lăsat pe unii în imposibilitatea de a cumpăra cele de zi cu zi.
În timp ce protestele la scară mică au început la începutul lunii noiembrie, au izbucnit tulburări civile pe scară largă în urma unui incendiu mortal în Ürümqi, care a ucis zece persoane, la trei luni de la blocarea în Xinjiang. Protestatarii au cerut încetarea politicii guvernamentale zero-COVID și a blocajelor, iar unii și-au extins protestul față de conducerea lui Xi Jinping și a Partidului Comunist Chinez.